# Panum Instituttet
Panum Instituttet var det oprindelige og nu udfasede navn for Panum-bygningen. Bygningen, der ofte blot kaldes Panum, hører til Københavns Universitet og huser Det Sundhedsvidenskabelige Fakultet. Panum-bygningen er beliggende på Blegdamsvej og strækker sig desuden langs Tagensvej og Nørre Allé og indgår i Københavns Universitets Nørre Campus.
Bygningen er opkaldt efter den danske læge og fysiolog Peter Ludvig Panum (19. december 1820 – 2. maj 1885).
Bygningskomplekset blev opført fra 1971-1986 af arkitekterne Eva og Nils Koppel, Gert Edstrand, Poul Erik Thyrring (KKET) og er et udtryk for brutalismen. Udenomsarealerne blev udformet af landskabsarkitekterne Edith og Ole Nørgård.
Den kunstneriske udsmykning samt farvekoordineringen – f.eks. de karakteristiske skorstene – stod Tonning Rasmussen for. I en del af kælderen findes vægudsmykninger udført af Poul Gernes.
I januar 2017 blev bygningskomplekset udvidet med Mærsk Tårnet ud til Blegdamsvej.